# 莱拉·费尔南德斯
莱拉·安妮·费尔南德斯（英語：Leylah Annie Fernandez，2002年9月6日—），加拿大网球选手。她在2021年蒙特雷公开赛上赢得了第1个WTA巡回赛单打冠军，第二年卫冕成功。在打入2021年美国网球公开赛女子单打决赛后，她的单打世界排名将在2021年9月13日达到职业生涯最高的第28名。

## 早期经历
费尔南德斯出生在加拿大魁北克省的拉瓦勒。她的父亲豪尔赫·费尔南德斯是来自厄瓜多尔的前足球运动员，她的母亲伊瑞娜是菲律宾裔加拿大人。她的妹妹比安卡也是一名网球运动员。

## 青少年生涯
2019年1月25日，费尔南德斯打入2019年澳大利亚网球公开赛青少年女子单打决赛，最终输给了丹麦选手克拉拉·陶森。同年6月8日，她在2019年法国网球公开赛青少年女子单打决赛中击败美国选手艾玛·纳瓦罗成为继2012年温布尔登的尤金妮·布沙尔之后第二个获得青少年大满贯冠军的加拿大女子网球选手。

## 职业生涯

### 2019年，职业生涯开始
2019年7月21日，费尔南德斯在加蒂诺挑战者赛决赛中击败加拿大同胞卡森·布兰斯泰因，赢得了她的第一个职业网球单打冠军。费尔南德斯也在同一天与丽贝卡·马里诺搭档，赢得了她的第一个职业双打冠军。

### 2020年，第一个WTA巡回赛决赛，冲击大满贯
费尔南德斯在2020年澳大利亚网球公开赛实现大满贯首秀。她在资格赛第一轮输给了美国选手劳伦·戴维斯。 接下来的一周，她在比利·简·金杯预选赛中对阵世界排名第5的贝琳达·本西奇，取得了她职业生涯中最大的胜利。
在2月下旬的墨西哥公开赛上，她在资格赛中出线并进入了她的第一场WTA巡回赛决赛，在连续赢得12盘之后，她被世界排名第69位的希瑟·沃森击败。一周后，她击败大满贯冠军斯洛恩·斯蒂芬斯进入蒙特雷公开赛四分之一决赛，输给了最终的冠军埃琳娜·斯维托丽娜。

### 2021年，WTA首冠，美网决赛
费尔南德斯在2021年开始的前四场比赛中连败。然而，在3月的蒙特雷公开赛决赛中击败了瑞士选手维多莉亚·格鲁比奇，赢得了她职业生涯的第一个WTA巡回赛冠军。18岁的她成为该赛事最年轻的正赛选手，而且不失一盘获得最后的冠军。
在2021年美国网球公开赛上，费尔南德斯开启了梦幻旅程。她在第三轮以5-7、7-6（7-2）、6-4击败了三号种子和卫冕冠军大坂直美，在第四轮4-6, 7-6(7-5), 6-2击败前世界第一和三届大满贯冠军安杰利克·科贝尔，第五轮6-3, 3-6, 7-6(7-5), 击败五号种子伊莉娜·斯維托莉娜进入八强。 在她19岁生日后的第二天进入她的首个大满贯半决赛，然后她击败了二号种子阿丽娜·萨巴伦卡，进入了她的第一个大满贯决赛， 这是公开赛时代第三个在美国网球公开赛上一路击败3个世界前五的女单选手。在决赛中她以4-6、3-6输给了同为青少年的小将艾玛·拉杜卡努。

### 2022年
在2022年法国网球公开赛上，费尔南德斯首次打入法网八强。

### 2023年，首闖大滿貫女雙決賽
在法國公開賽女子單打比賽，她進入了第二輪，以3-6、7-5、4-6輸給了Clara Tauson。在同一場比賽中，在女子雙打，她與Taylor Townsend一起打入了她的網球生涯中第一個大滿貫雙打決賽，但最終以6-1、6-7、1-6輸給了謝淑薇與王欣瑜的組合，獲得亞軍。她於2023年8月21日進入雙打排行榜前20名。

### 大滿貫决赛

#### 单打: (0-1)
| 结果 | 日期                 | 巡回赛         | 场地 | 对手          | 比分     |
| ---- | -------------------- | -------------- | ---- | ------------- | -------- |
| 负   | 2021年美國網球公開賽 | 美国网球公开赛 | 硬地 | 艾瑪·拉杜卡努 | 6-4、6-3 |

#### 雙打: (0-1)
| 结果 | 日期                 | 巡回赛         | 场地 | 对手          | 比分           |
| ---- | -------------------- | -------------- | ---- | ------------- | -------------- |
| 负   | 2023年法國網球公開賽 | 法國网球公开赛 | 紅土 | 謝淑薇 王欣瑜 | 6-1、65-7、1-6 |

## 个人生活
费尔南德斯是西班牙足球俱乐部皇家马德里的球迷，同时也支持英超球队曼彻斯特城足球俱乐部。